# Teofil Grzybowski
Teofil Grzybowski herbu Prus II (zm. po 1676)– podkomorzy czerski, sędzia ziemski warszawski w 1615 roku, dworzanin królewski, sekretarz królewski w 1607 roku.
Poseł na sejm 1611 roku z ziemi warszawskiej. Na sejmie 1616 roku wyznaczony przez króla do lustracji m.in. dóbr stołowych Mazowsza i Podlasia. Poseł na sejm 1628, sejm nadzwyczajny 1629 roku, sejm 1632 roku. W 1628 roku był deputatem na Trybunał Główny Koronny. Był elektorem Władysława IV Wazy z ziemi warszawskiej w 1632 roku. Poseł na sejm 1639 roku. 